# Antônio Bezerra
Pour les articles homonymes, voir Bezerra.

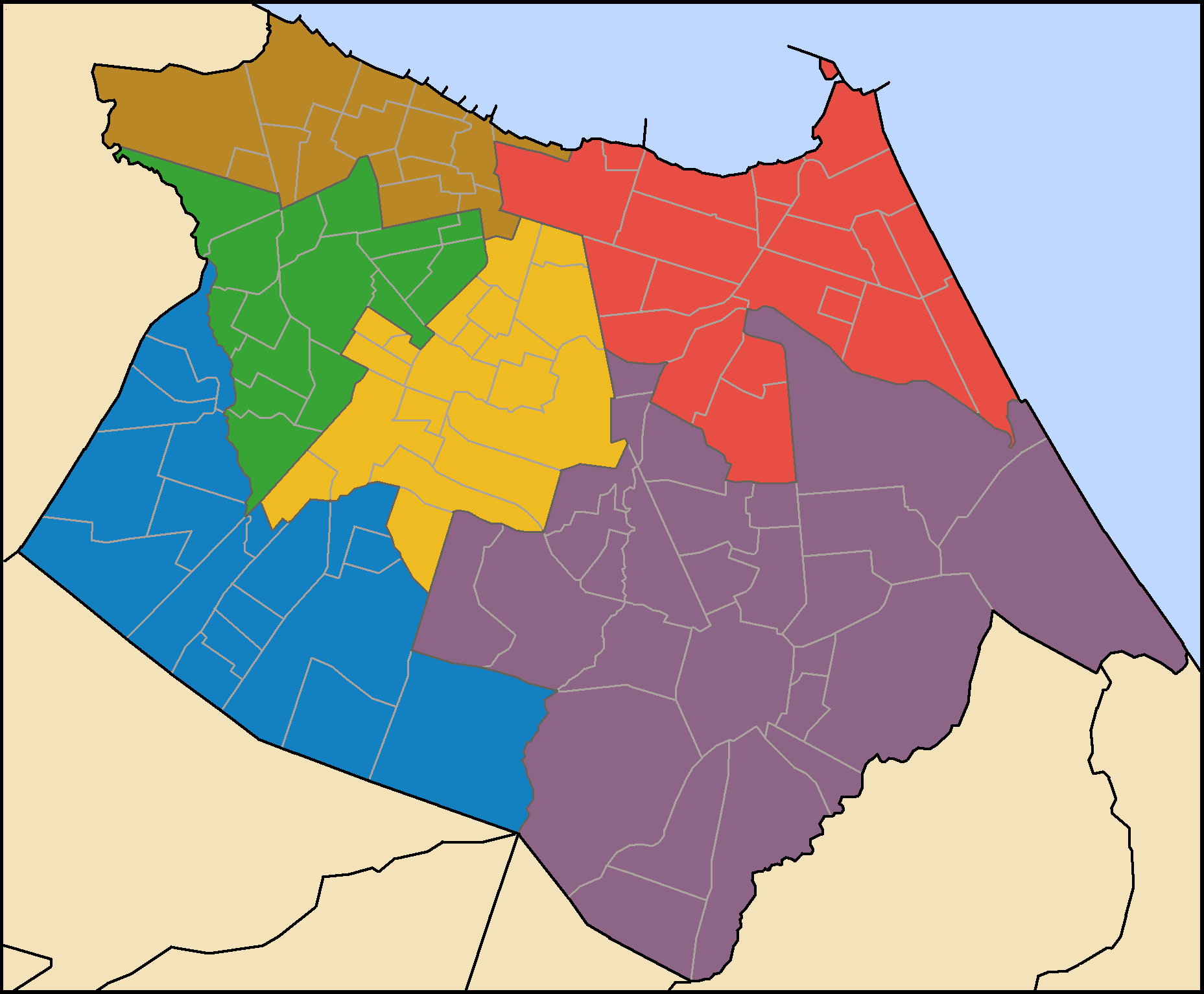
Localisation du SER III (en vert):
SER I
SER II
SER III
SER IV
SER V
SER VI

Antônio Bezerra est un quartier de la ville de Fortaleza, au Brésil. Il est situé dans le secrétariat exécutif régional (SER) III.